# Opération péage gratuit
Une opération péage gratuit est une forme de manifestation et d'action contestataire non violente, qui consiste à relever les barrières de péage d'une autoroute payante afin de laisser les automobilistes l'utiliser gratuitement. Elle est l'inverse d'une opération escargot, dans le sens où, contrairement à cette dernière qui perturbe les usagers de la route, l'opération péage gratuit profite aux usagers de la route au détriment du gestionnaire de l'infrastructure. Il arrive cependant qu'au lieu de faciliter la circulation, l'opération associée à des barrages filtrants provoque des bouchons.
Généralement, elle sert à lutter contre la société gestionnaire qui possède l'autoroute en lui faisant perdre de l'argent,, ou à protester contre des lois relatives à la sécurité routière ou à la gestion des routes,. Les opérations péage gratuit peuvent également être menées pour encourager la sympathie des automobilistes envers la cause des manifestants,, en leur permettant d'économiser de l'argent sans perturber leur voyage. Ou encore, elles peuvent servir à la communication des manifestants, dans le cas où les automobilistes peuvent emprunter l'autoroute gratuitement mais doivent en échange prendre des tracts donnés par ceux qui tiennent la barrière. Quelquefois, l'opération peut faire office de collecte de fonds, les manifestants mettant en place un prix libre ou prix fixe plus bas que celui de la société gestionnaire avant de rentrer sur l'autoroute ; cette pratique reste rare à cause du risque pour les manifestants d'être perçus comme des voleurs. La portée médiatique des opérations péage gratuit est assez faible, et se limite généralement à la presse régionale.
En France, la pratique s'est développée notamment au cours de l'été 2016, lors du mouvement de contestation contre la loi Travail, afin de compenser le creux laissé par l'absence de manifestations nationales entre le printemps et septembre 2016. Elle a ensuite été employée lors des manifestations des Gilets jaunes.